# Greppert & Kelch
Die Firma Greppert & Kelch aus Brandenburg war ein deutscher Spielwarenhersteller. 

## Geschichte
Die Firma produzierte von 1919 bis 1955 Blechspielzeug. 1919 gründeten die Herren Greppert und Kelch in der Wredowstraße in Brandenburg die Spielwarenfabrik Greppert & Kelch. Sie produzierten hauptsächlich Autos, Motorräder und mechanische Figuren. Die Spielwaren erhielten das Zeichen „G & K“. Im Brandenburger Anzeiger wurden seinerzeit bis zu 40 „geübte Stanzerinnen und Knipserinnen“ gesucht. 1920 übernahm Greppert & Kelch sowohl die 1892 gegründete Firma Metz & Duncker als auch die 1910 gegründete Firma Tellus-Werke, die in die „Vereinigte Blechspielwaren-Fabriken Gundka G.m.b.H“ umbenannt wurden. 1922 wurde gut 90 % der gesamten Produktion exportiert, da die solide Bauweise im Ausland sehr geschätzt wurde und die Preise als moderat galten. Neben dem Firmenzeichen „G & K“ wurden immer mehr Spielwaren mit der Marke „Gundka“ versehen (abgeleitet von den Namen der Gründer Greppert und Kelch). Die „Vereinigte Blechspielwaren-Fabriken Gundka GmbH“ integrierte mit der Zeit noch weitere Spielwarenhersteller, die aufgeben mussten und beschäftigte im Jahr 1924 bis an die 400 Mitarbeiter.
Von 1924 bis 1927 wurden auch Schreibmaschinen produziert. 1930 übernahm Herr H. Hille die Firma wegen Zahlungsschwierigkeiten in der Weltwirtschaftskrise und benannte sie in „Gundka-Werk GmbH“ um. 1931 wurden Teile der Oro-Werke übernommen und es waren ca. 500 Mitarbeiter mit der Spielzeugproduktion beschäftigt. 1945 waren es nur noch ca. 50 Mitarbeiter, die mit der Herstellung von Kriegsspielzeug beschäftigt waren. Nach dem Krieg wurde die Spielzeugproduktion wieder aufgenommen.  1953 wurde die Firma enteignet und mit noch 26 Angestellten in  „VEB Gundka-Werk“ überführt. 1955 erfolgte die Eingliederung in die „VEB Patent-Linol-Spielwarenfabrik“.